# Sylviettas
Die Sylviettas (Sylvietta), früher gelegentlich als Kleibergrasmücken bezeichnet, sind eine Gattung von Singvögeln aus der Familie Macrosphenidae (Bülbülgrasmücken und Sylviettas), die mit elf Arten  in Afrika südlich der Sahara vorkommt. Sie galten ursprünglich als Vertreter der Grasmückenartigen (Sylviidae), eine genetische Studie aus dem Jahr 2008 ergab jedoch, dass die Familien Macrosphenidae und Sylviidae nicht näher miteinander verwandt sind.

## Merkmale
Die Sylviettas sind kleine, sehr kurzschwänzige Singvögel.  Sie ähneln den Vertretern der Gattung Eremomela aus der Familie der Halmsängerartigen (Cisticolidae), ihre Füße und ihre Schnäbel sind jedoch kräftiger. Die Oberseite ist überwiegend grau. Die Unterseite und das Gesicht sind gelbbraun, gelb oder rötlich. Der Schwanz erstreckt sich kaum über die ziemlich langen Oberschwanzdecken und die geschlossenen Flügelspitzen überragen häufig die Schwanzlänge. Die Flügel sind gerundet. Die sechsten (P6), siebenten (P7) und achten (P8) Handschwingenfedern sind mehr oder weniger gleich lang. Die Länge der zehnten Handschwingenfeder (P10) beträgt mehr als die Hälfte der Länge der neunten Handschwingenfeder (P9). Der ziemlich lange, dünne Schnabel ist leicht nach unten gebogen.

## Lebensraum und Lebensweise
Die Sylviettas bewohnen trockenes Waldland, trockenen Savannenwald, Tiefland- und Bergregenwälder sowie Waldland, das von Bäumen der Gattung Brachystegia dominiert ist. Sie sind monogam und reviertreu. Das gewöhnlich beutelförmige Nest hängt von einem dünnen Ast eines Strauchs herab. Es besteht aus Gras und Fasern und wird mit Spinnweben zusammengebunden. Die Außenschicht wird mit Kokons, Samen, Rindenstückchen und Blüten verziert. Sylviettas leben einzeln, paarweise oder in Gruppen. Ihre Nahrung besteht aus Wirbellosen, einschließlich Insekten, Schmetterlingsraupen und -eiern, geflügelten Termiten, Spinnen und kleinen Würmern.

## Arten und ihre Verbreitung
Traditionell werden neun Arten unterschieden. Die HBW and BirdLife International Illustrated Checklist of the Birds of the World, BirdLife International und die IUCN unterstützen jedoch den Artstatus von zwei weiteren Taxa, von der Lendusylvietta (Sylvietta chapini) und von der Weißgesichtsylvietta (Sylvietta leucopsis).
- Grünmantelsylvietta (Sylvietta virens) Verbreitung: Gambia, Senegal, Mali, Guinea, Liberia, Nigeria.
- Gelbsteißsylvietta (Sylvietta denti) Verbreitung: Guinea, Sierra Leone, Elfenbeinküste, Ghana und Nigeria.
- Weißbrauen-Sylvietta (Sylvietta leucophrys) Verbreitung: Demokratische Republik Kongo, Uganda, Ruanda, Burundi, Tansania, Kenia.
- Lendusylvietta (Sylvietta chapini) – zeitweise als Unterart der Weißbrauen-Sylvietta aufgefasst. Verbreitung: Lendu-Plateau in der Demokratischen Republik Kongo. Nur von drei Exemplaren bekannt, die 1941 und 1942 gesammelt wurden. Möglicherweise ausgestorben.
- Braunbauchsylvietta (Sylvietta brachyura) Verbreitung: Mauretanien, Sierra Leone, Mali, Elfenbeinküste, Niger, Nigeria, Kamerun, Zentralafrikanische Republik, Tschad, Sudan, Eritrea, Guinea, Ghana, Togo, Benin, Demokratische Republik Kongo, Uganda, Kenia, Tansania, Äthiopien, Somalia.
- Kurzschnabelsylvietta (Sylvietta philippae) Verbreitung: Somalia, Äthiopien
- Rotohrsylvietta (Sylvietta ruficapilla) Verbreitung: Volksrepublik Kongo, Demokratische Republik Kongo, Gabun, Angola, Sambia, Malawi und Mosambik.
- Rotzügelsylvietta (Sylvietta whytii) Verbreitung: Äthiopien, Sudan, Uganda, Kenia, Ruanda, Burundi, Tansania, Malawi, Mosambik, Zimbabwe.
- Isabellsylvietta (Sylvietta isabellina) Verbreitung: Äthiopien, Somalia, Kenia.
- Weißgesichtsylvietta (Sylvietta leucopsis) – zeitweise als Unterart der Braunbauchsylvietta aufgefasst. Verbreitung: Äthiopien, Sudan, Djibouti, Somalia, Kenia und Tansania.
- Langschnabelsylvietta (Sylvietta rufescens) Verbreitung: Angola, Südafrika, Demokratische Republik Kongo, Burundi, Sambia, Malawi, Botswana, Zimbabwe, Namibia, Mosambik und Eswatini.

Sylviettas können untereinander Hybride bilden. So entdeckte der britische Ornithologe Constantine Walter Benson im Jahr 1944 im Süden Äthiopiens eine Hybride aus der Braunbauchsylvietta (Sylvietta brachyura) und der Rotzügelsylvietta (Sylvietta whytii).